# بزموت
البِزمُوت (أو البزموث) عنصر كيميائي في الجدول الدوري يرمز له بالرمز Bi، وله العدد الذري 83. جاءت تسميته من الألمانية « Weisse Masse » بمعنى الكتلة البيضاء. ينتمي البزموت إلى فصيلة الفلزات الضعيفة.
لمدة طويلة كان يُخلط بينه وبين الرصاص أو القصدير حتى عام 1753 حيث استطاع كلود جيوفروي لو جون من أن يفصله عن الرصاص.البزموت هو عنصر مشع بالإضافة إلى العناصر التي بعده و التكنشتونيوم والساماريوم .
كل أملاح وأبخرة هذا المعدن تعتبر سامة.

## خصائصه
- عنصر كيميائي ثقيل، كتلته 209, رمزه Bi وعدده الذري 83 ينتسب لمجموعة نيتروجين
- معدن لونه وردي خفيف، ضعيف وثقيل نسبياً
- إنه ثاني أسوأ موصل للحرارة بعد الزئبق
- مقاومته الكهربائية كبيرة نسبيا بالنسبة لمعدن، وتزداد مع الحقل المغناطيسي، وهو معدن دايا مغناطيسي
- يُعرف أنه أقل المعادن الثقيلة سمية
- يمتاز بكثافة أكثر في حالته السائلة من حالته الصلبة

## استخداماته
- كفاصم كهربائي : على شكل سبيكة بزموث وقصدير، والتي لها درجة انصهار منخفضة.
- كفاصم في الحماية من الحرائق .
- في الزجاجيات والسيراميك.
- في مواد التجميل.

## اقرأ أيضا
- قائمة الدول حسب إنتاج البزموت

## بيبلوغرافيا
تتضمّنُ هذه المقالة نصوصًا مأخوذة من هذا المصدر، وهي في الملكية العامة:  Brown, R. D., Jr. "Annual Average Bismuth Price", USGS (1998)
- Greenwood, N. N.؛ Earnshaw, A. (1997). Chemistry of the Elements (ط. 2nd). Oxford: Butterworth-Heinemann. ISBN:0-7506-3365-4. {{استشهاد بكتاب}}: الوسيط غير المعروف |last-author-amp= تم تجاهله يقترح استخدام |name-list-style= (مساعدة)
- Krüger, Joachim؛ Winkler, Peter؛ Lüderitz, Eberhard؛ Lück, Manfred؛ Wolf, Hans Uwe (2003). "Bismuth, Bismuth Alloys, and Bismuth Compounds". Ullmann's Encyclopedia of Industrial Chemistry. Wiley-VCH, Weinheim. ص. 171–189. DOI:10.1002/14356007.a04_171.
- Suzuki, Hitomi (2001). Organobismuth Chemistry. Elsevier. ص. 1–20. ISBN:978-0-444-20528-5. مؤرشف من الأصل في 2020-08-12.
- Wiberg، Egon؛ Holleman، A. F.؛ Wiberg، Nils (2001). Inorganic chemistry. Academic Press. ISBN:0-12-352651-5.

## روابط خارجية
- Laboratory growth of large crystals of Bismuth by Jan Kihle Crystal Pulling Laboratories, Norway
- Bismuth at The Periodic Table of Videos (University of Nottingham)
- Bismuth breaks half-life record for alpha decay
- Bismuth Crystals – Instructions & Pictures